# Артёмов, Владимир Алексеевич
Владимир Алексеевич Артёмов (23 апреля (5 мая) 1897 — 27 ноября 1982) — советский российский психолог, специалист в области психологии речи и обучения иностранным языкам, детской дефектологии, психологии сценического искусства, психологии восприятия и памяти. Доктор педагогических наук (по психологии) (1940), профессор.

## Биография
Родился 23 апреля (5 мая) 1897 года в г. Белебей.
В. А. Артёмов в 1918 году окончил философское отделение историко-филологического факультета Московского университета и начал педагогическую деятельность преподавателем логики, психологии и литературы в средних школах г. Яранска Вятской губернии. С 1921 года вёл научно-педагогическую работу в вузах и научно-исследовательских институтах Москвы. В 1940 году защитил докторскую диссертацию «Психология восприятия (Определение и характер восприятия)».
В 1920—1930-х годах В. А. Артёмов занимался исследованиями проблемы формирования характера, индивидуальных особенностей и одаренности детей, уделяя большое внимание анализу роли наследственности в развитии одаренности. Одним из первых разделил понятия одаренности и профессиональной пригодности. Разрабатывал программы обучения и воспитания одаренных детей, настаивая на необходимости открытия специальных классов для одаренных.
Разрабатывал проблемы общей психологии, психологии речи и психологии обучения иностранным языкам, а также экспериментальной фонетики, в частности вопроса производства, восприятия и понимания речи. Он автор коммуникативной теории речи, положенной им в основу созданной им же теории обучения иностранным языкам («Психология обучения иностранным языкам», М., 1969).
В. А. Артёмов со второй половины 1930-х годов и вплоть до 1973 года возглавлял кафедру психологии Московского государственного педагогического института иностранных языков им. М. Тореза (МГПИИЯ им. М. Тореза ныне МГЛУ). Работал также в МГУ, Московском государственном институте экспериментальной психологии. С 1934 года возглавлял кафедру психологии и лабораторию экспериментальной фонетики и психологии речи (ЛЭФиПР) (впоследствии стала всесоюзным Центром по подготовке исследователей языка, методики и психологии обучения иностранным языкам) МГПИИЯ им. М. Тореза. ЛЭФиПР являлась образцом междисциплинарного подхода к изучению звучащей речи (различных языков мира). В. А. Артемов ввел традицию периодически обсуждать актуальные проблемы психологии речи на так называемых «Артёмовских четвергах», где собирались не только московские специалисты в области речеведения и психологии речи, но и представители других городов СССР и где желанными были представители ленинградской экспериментально-фонетической школы под руководством Л. Р. Зиндера. Посещали лабораторию известные профессора других стран, например, Гуннар Фант (Швеция), Милан Ромпортл (Чехословакия) и др. В ЛЭФиПР проводились исследования и подготавливались кандидатские и докторские диссертации представителей всех республик СССР. В качестве научных руководителей в области специфики иностранного языка выступали О. А. Норк (немецкий язык),К. К. Барышникова (французский язык), В. А. Васильев (английский язык). На базе ЛЭФиПР конструировались и создавались новые виды анализаторов звучащей речи (интонографы и спектрографы). Руководителем данной инженерной группы был известный инженер В. Д. Лаптев. Аппаратура, создаваемая в ЛЭФиПР расходилась по лабораториям всей страны. Коллектив ЛЭФиПР проводил исследования, имевшие большое значение для внутренней и внешней безопасности страны. По воспоминаниям Р. К. Потаповой, которая в те годы работала в качестве доцента кафедры психологии у В. А. Артёмова:
Коллектив ЛЭФиПР включал тогда не только лингвистов, но также и психологов, математиков, инженеров-акустиков, инженеров-электронщиков. Эти годы являются ... прекрасной школой, в рамках которой решаются серьезные прикладные задачи (анализ речи, автоматическое распознавание речи, синтез речи, вокодерная телефония, эмоции и речь, разборчивость речи, идентификация диктора и т.д.), имеющие огромное народно-хозяйственное и оборонное значение. ... Вся эта в высшей степени высоко интеллектуальная среда способствует дальнейшему формированию ... научных интересов в области прикладной лингвистики..
В своих научных работах В. А. Артёмов уделял большое внимание исследованию интонации. В связи с этим Е. А. Брызгунова писала, расположив фамилии ученых в хронологическом порядке:
Проблемы связи интонации и синтаксиса рассматривались  М.В. Ломоносовым,  А.А. Потебней,  А.А. Шахматовым,  А.М. Пешковским,  В.В. Виноградовым, В.А. Артёмовым,  Т.М. Николаевой и др. Центральным в их работах являются вопросы о том, что выражает интонация, как она связана с предложением (высказыванием), существуют ли типы интонации, закрепленные за определенными типами предложений .
В. А. Артёмов был вице-президентом Международного общества по фонетическим наукам (International Society of Phonetic Sciences (ISPhS)), членом президиума Японского лингвистического общества, членом редколлегий ряда зарубежных фонетических и психологических журналов.
Под его руководством было выполнено более полусотни кандидатских и несколько докторских диссертаций. Автор 250 опубликованных работ. В числе его работ:
- О репродуктивных процессах // Проблемы совершенствования психологии. Т. З., 1928;
- Абсолютное и относительное в психологии // Психология. Т. З., 1930;
- Детская экспериментальная психология. Школьный возраст. Т. 2. — М. — Л., 1931;
- Лабораторные занятия по экспериментальной психологии. — М., 1951;
- Экспериментальная фонетика. — М., 1956;
- Курс лекций по психологии. — Харьков, 1958;
- Языковая культура речи. — М., 1961;
- Тон и интонация, Доклад на IV Международном конгрессе по фонетическим знаниям. Хельсинки, 4-9 сент. 1961. — М., 1961.

Скончался 27 ноября 1982 года.